# 拉溫頓 (新墨西哥州)
拉溫頓（英語：Lovington）是一個位於美国新墨西哥州利郡的城市，同時也是該郡的郡治。

## 地方資料
拉溫頓的座標為32°57′06″N 103°20′59″W / 32.95167°N 103.34972°W，而該地的海拔高度為1194米（即3918英尺）。根據2020年美國人口普查，該地共人口11668人，而該地的面積約為29.10平方千米。